# Amphitretus thielei
Amphitretus thielei е вид главоного от семейство Amphitretidae. Видът е незастрашен от изчезване.

## Разпространение
Разпространен е в Австралия, Аржентина, Бразилия, Буве, Намибия, Нова Зеландия, Уругвай, Фолкландски острови, Френски южни и антарктически територии (Амстердам, Кергелен, Крозе, Нормандски острови, Остров Пол), Хърд и Макдоналд и Южна Африка.